# Mittellamelle

Zellwand und die Mittellamelle (oben)

Unter der Mittellamelle versteht man eine dünne plasmaartige Schicht aus Pektinen zwischen benachbarten pflanzlichen Zellen. Durch diese Struktur werden benachbarte Zellen regelrecht miteinander verklebt, nur in den Ecken zwischen den Zellen gibt es teilweise kleine (oder wie beispielsweise im Aerenchym auch sehr große) luftgefüllte Zwischenräume, die Interzellularen. 